# سوپر جام اروپا ۱۹۸۲
فینال سوپر جام اروپا ۱۹۸۲، رقابت پایانی سوپر جام اروپا است که مابین دو تیم باشگاه فوتبال استون ویلا و باشگاه فوتبال بارسلونا برگزار شده‌است.
این مسابقه که در تاریخ‌های ۱۹ ژانویه ۱۹۸۳ و ۲۶ ژانویه ۱۹۸۳ انجام شده‌است در مجموع با نتیجه ۳ بر ۱ به سود باشگاه فوتبال استون ویلا به پایان رسید.